# Viện Hàn lâm România

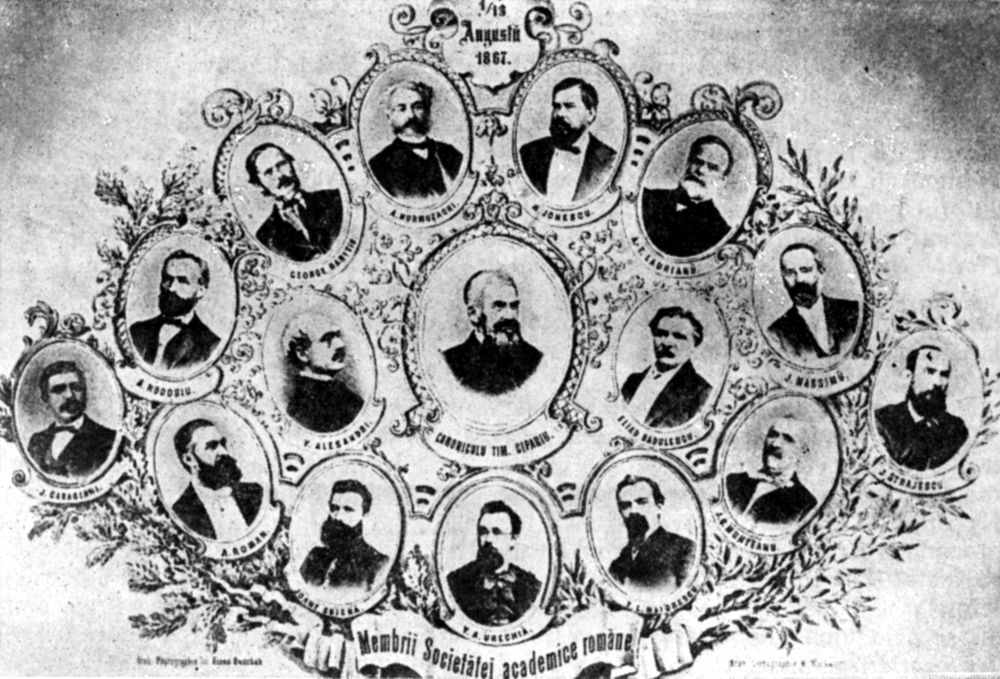
Các thành viên sáng lập Viện hàn lâm România năm 1867.

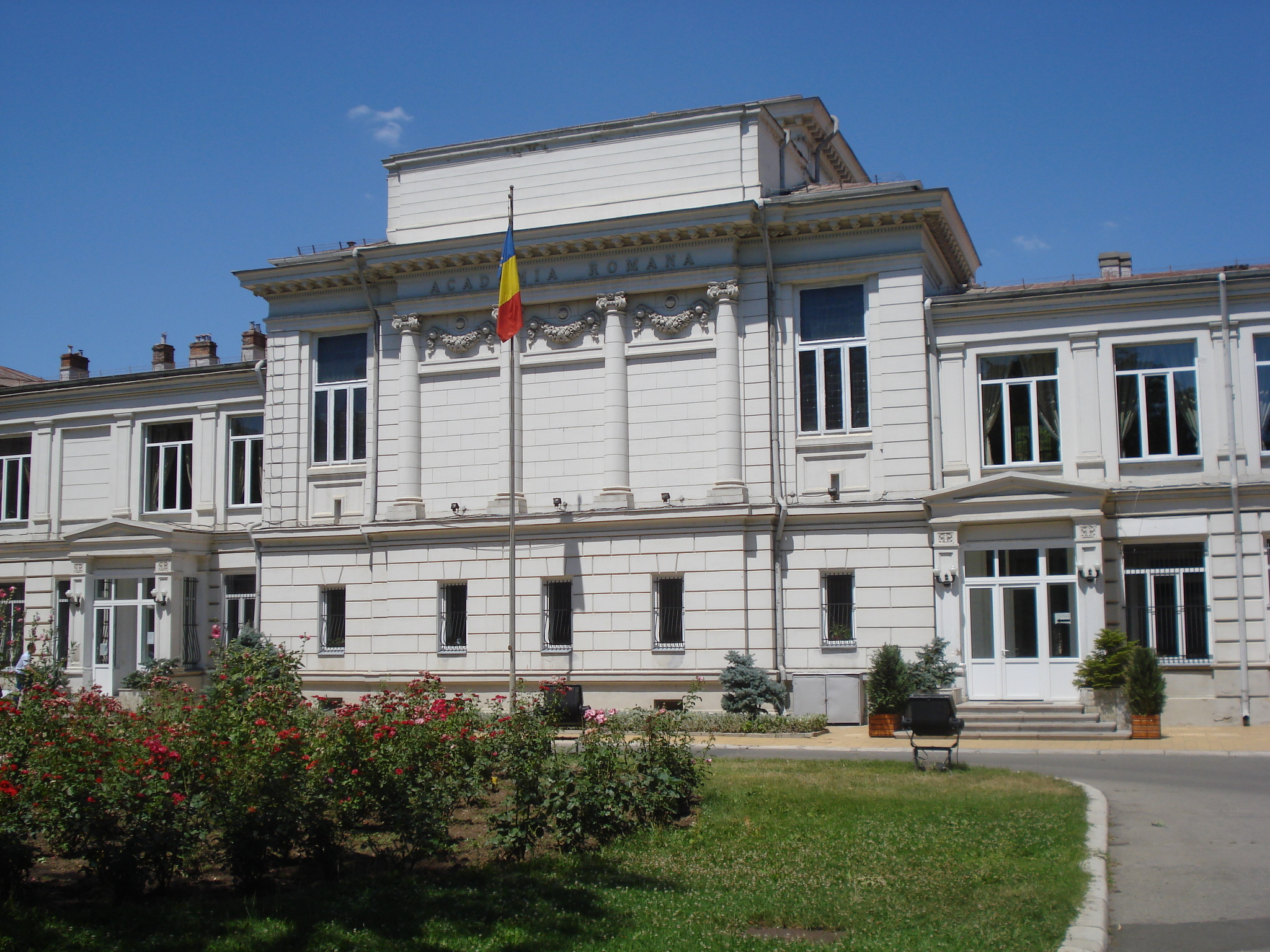
Trụ sở Viện hàn lâm România

Viện hàn lâm România (tiếng Romania: Academia Română) là một diễn đàn văn hóa của România, bao gồm các lãnh vực khoa học, nghệ thuật và văn học. Viện được thành lập năm 1866 ở Bucharest. Viện có 181 viện sĩ thường xuyên được bầu chọn suốt đời và một số viện sĩ thông tấn.
Theo quy chế, mục tiêu chính của Viện là phát triển ngôn ngữ, văn học, nghiên cứu lịch sử România cùng các lãnh vực khoa học khác. Một số dự án cơ bản của Viện là soạn quyển Từ điển tiếng România (Dicţionarul explicativ al limbii române), từ điển Văn học România, và quyển lịch sử dân tộc România.

## Lịch sử
Viện hàn lâm România được thành lập ngày 1.4.1866 do sáng kiến của C.A. Rosetti, dưới tên "Societatea Literară Română" (Hội Văn học România). Các thành viên sáng lập là Vasile Alecsandri, Vincenţiu Babeş, George Bariţ, Ioan D. Caragiani, Timotei Cipariu, Dimitrie Cozacovici, Ambrosiu Dimitrovici, Ştefan Gonata, Alexandru Hâjdeu, Ion Heliade Rădulescu (chủ tịch đầu tiên), Iosif Hodoşiu, Alexandru Hurmuzaki, Nicolae Ionescu, August Treboniu Laurian, Titu Maiorescu, I. C. Massim, Andrei Mocioni, Gavriil Munteanu, Costache Negruzzi, Alexandru Roman, C. A. Rosetti, Ion G. Sbiera, Constantin Stamati, Ioan Străjescu, và Vasile Urechea-Alexandrescu.
Năm 1867, Hội đổi tên thành "Societatea Academică Romînă" (Hội hàn lâm România), và cuối cùng thành "Academia Română" (Viện hàn lâm România) năm 1879, dưới thời cai trị của vua Carol I của România.
Chủ tịch Viện hiện nay (2010) là giáo sư Ionel Haiduc.

## Các ban ngành
- Ngữ văn học và Văn học
- Sử học và Khảo cổ học
- Toán học
- Vật lý học
- Hóa học
- Sinh học và Khoa học Trái đất
- Hình học
- Công nghệ
- Nông nghiệp và Lâm nghiệp
- Y học và Dược học
- Kinh tế học, Luật học và Xã hội học
- Triết học, Thần học, Tâm lý học và Sư phạm
- Nghệ thuật, Kiến trúc và Nghệ thuật nghe nhìn
- Kỹ thuật và Công nghệ tin học

## Một số viện sĩ nổi tiếng
- Vasile Urechea Alexandrescu
- Vasile Alecsandri
- Grigore Antipa
- Petre Antonescu
- Tudor Arghezi
- Ana Aslan
- Alexandru Averescu
- Victor Babeș
- Dan Berindei
- Lucian Blaga
- Constantin Bosianu
- Gheorghe I. Brătianu
- Nicolae Breban
- Zoe Dumitrescu Bușulenga
- George Călinescu
- Sergiu Celibidache

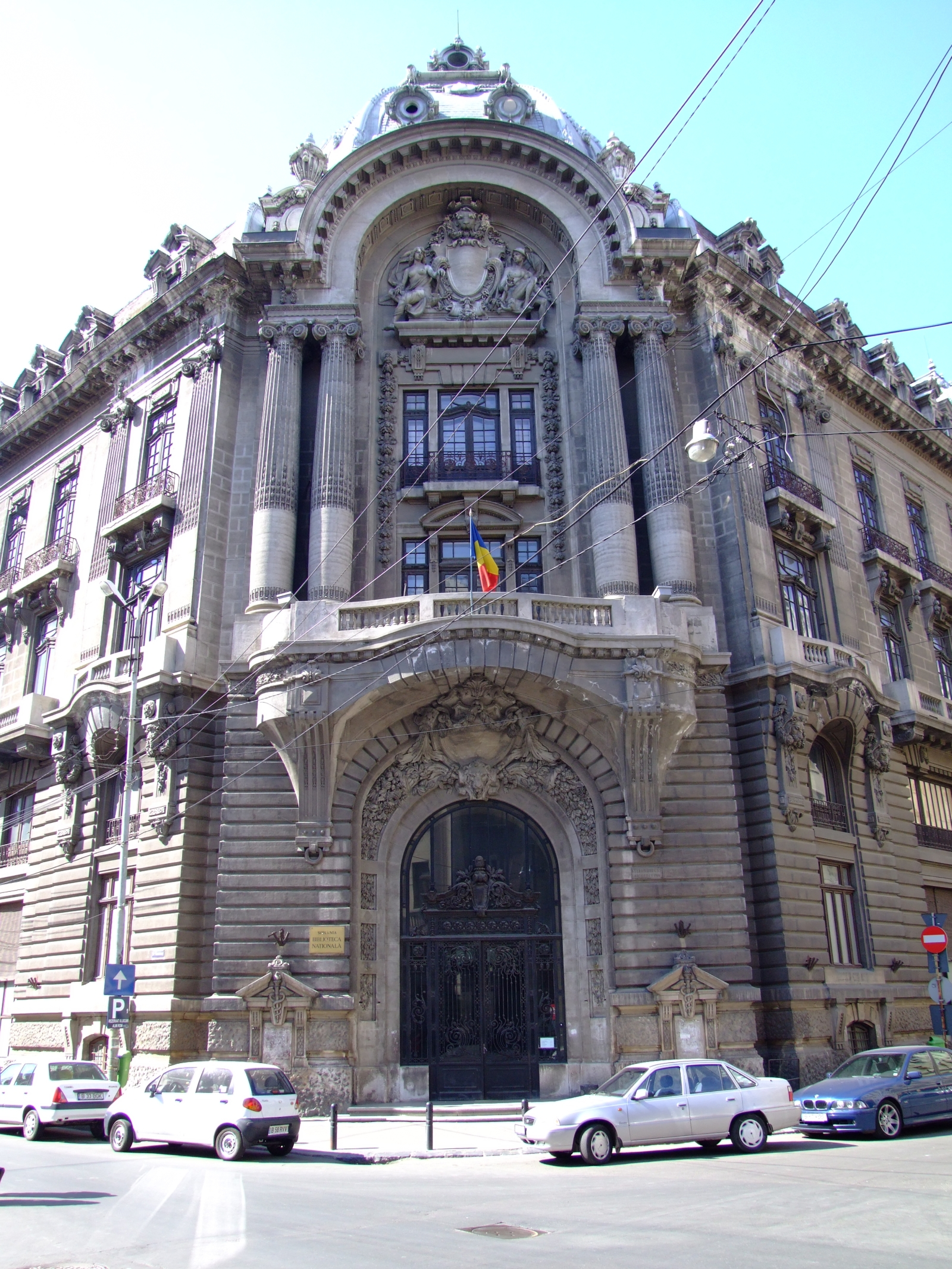
Tòa nhà thư viện của Viện hàn lâm România

- Timotei Cipariu (phó chủ tịch từ 1866)
- George Coșbuc
- Eugen Coșeriu
- Nicolae Cretulescu
- Miron Cristea
- Ovid Densusianu
- Ambrosiu Dimitrovici
- Mihnea Gheorghiu
- Ion Ghica (chủ tịch 4 nhiệm kỳ (1876–1882, 1884–1887, 1890–1893 và 1894–1895).)
- Octavian Goga
- Alexandru Graur
- Nicolae Grigorescu
- Ionel Haiduc
- Pantelimon Halippa
- Bogdan Petriceicu Hasdeu
- Iosif Hodoșiu
- Alexandru Hurmuzaki
- Ion Inculeț
- Nicolae Ionescu (phó chủ tịch Viện từ 1889 tới 1892)
- Iorgu Iordan
- Nicolae Iorga
- Mugur Isărescu
- Joseph Juran
- Mihail Kogălniceanu
- György Ligeti
- Dinu Lipatti
- Ștefan Luchian
- Titu Maiorescu
- Adrian Marino
- Ion Gheorghe Maurer
- Gheorghe Mironescu
- Grigore Moisil
- Ștefan Niculescu
- Constantin Noica
- Alexandru Odobescu
- George Emil Palade
- Constantin Ion Parhon
- Vasile Pârvan
- Nicolae Paulescu
- Petrache Poenaru
- Marin Preda
- Ilya Prigogine
- Sextil Pușcariu
- Emil Racoviță
- Ion Heliade Rădulescu
- Liviu Rebreanu
- Valeria Guțu Romalo
- Alexandru Roman
- Dumitru Roșca
- Alexandru Rosetti
- Mihail Sadoveanu
- Marius Sala
- Eugen Simion
- Constantin Stere (truy tặng)
- Constantin Bălăceanu Stolnici
- Carmen Sylva
- Gheorghe Țițeica
- Tudor Vianu
- Alexandru Dimitrie Xenopol
- Duiliu Zamfirescu (phó chủ tịch năm 1909)

## Một số viện sĩ nước ngoài
- Graziadio Isaia Ascoli
- Henri Berthelot
- Marcellin Berthelot
- John Desmond Bernal
- Otto Benndorf
- Pietro Blaserna
- Roland Bonaparte
- Haïm Brezis
- Jérôme Carcopino
- Élie Cartan
- Benedetto Croce
- Franz Cumont
- Felix Dahn
- Gaston Darboux
- Angelo De Gubernatis
- Alain Decaux
- Maurice Druon
- Christian de Duve
- Roman Herzog
- Lawrence Klein
- Grigore Vieru
- Federico Mayor Zaragoza

## Thư viện và Nhà xuất bản
Được thành lập năm 1867, thư viện của Viện hàn lâm România (Bibilioteca Academiei Române) có bộ sư tập hơn 7 triệu đầu sách, các bức tranh, các bản in khắc, các bản đồ và các tiền kim loại
Viện cũng có một nhà xuất bản riêng để xuất bản các tác phẩm nghiên cứu của mình.